# Bosnia y Herzegovina en los Juegos Mundiales de Breslavia 2017
Bosnia y Herzegovina fue uno de los 102 países que participaron en los Juegos Mundiales de 2017 celebrados en Breslavia, Polonia.
Bosnia y Herzegovina envió una delegación compuesta por 2 deportistas, y uno de ellos ganó una medalla de plata en Kickboxing.
Sin embargo, este deporte fue considerado de exhibición, y no oficial, por lo que la presea no tuvo valor en el medallero oficial.

## Delegación

### Bochas
| Varonil     |                             |    |   |    |   |   |
| Ivan Gaolic | Pelota Leonesa de precisión | 35 | 4 | 13 | 4 | 4 |

### Kickboxing
| Masculino       |       |                 |     |                |     |                   |     |                  |
| Mesud Selimovic | 86 kg | # Aziz El Felak | 2:1 | # Omid Nosrati | 3:0 | # Dawid Kasperski | 0:3 | Medalla de plata |